# Ranachów B
Ranachów B (do 31 grudnia 2015 Ranachów) – wieś sołecka w Polsce położona w województwie mazowieckim, w powiecie lipskim, w gminie Ciepielów.
| SIMC    | Nazwa     | Rodzaj    |
| ------- | --------- | --------- |
| 0617752 | Glinianki | część wsi |
| 0617769 | Pcinolas  | część wsi |

W latach 1975–1998 miejscowość administracyjnie należała do województwa radomskiego.
Wierni kościoła rzymskokatolickiego należą do parafii Podwyższenia Krzyża Świętego w Ciepielowie.